# Äthiopische Ginsterkatze

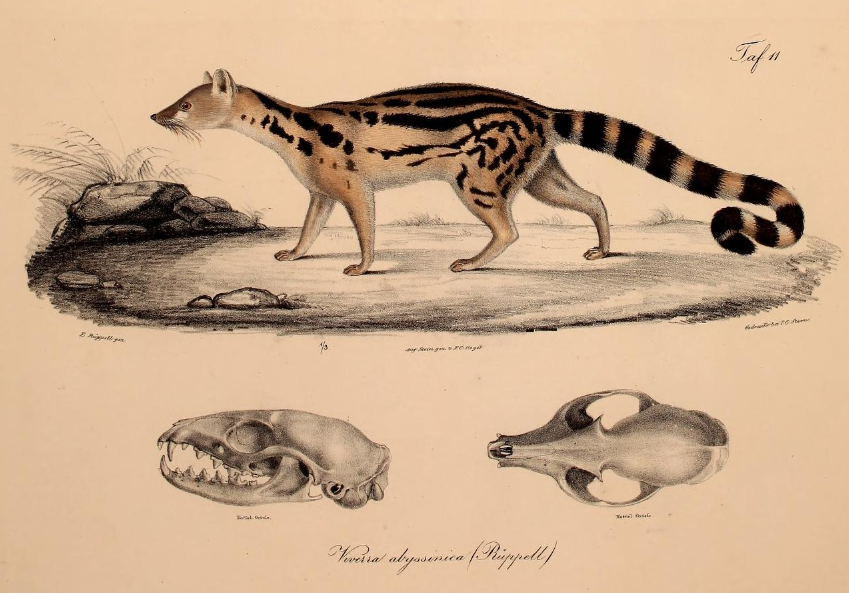
Illustration

Die Äthiopische Ginsterkatze (Genetta abyssinica) ist eine Raubtierart aus der Familie der Schleichkatzen (Gattung Ginsterkatzen). Das Verbreitungsgebiet der Äthiopischen Ginsterkatze ist auf Teile Äthiopiens und der angrenzenden Staaten beschränkt.

## Merkmale
Die Äthiopische Ginsterkatze erreicht eine Kopf-Rumpf-Länge von 40,8 bis 43 Zentimeter, die Schwanzlänge liegt bei 38 bis 40,3 Zentimeter und das Gewicht bei 1,3 bis 2 Kilogramm. Das Fell ist kurz und weich. Die Art besitzt eine cremeweiße bis gelbe Grundfärbung, die Bauchseite ist blassgrau. Die Tiere im Tiefland sind dabei heller und blasser gefärbt als die Tiere im Hochland des Verbreitungsgebietes. Die Rückenflecken sind langgezogen und verschmelzen zu fünf Steifen. Auch die Flecken der unteren Flanken sind langgezogen und bilden eher Streifen, als Flecken. Die Nackenstreifen sind deutlich ausgebildet und verschmelzen im Nacken zu zwei dunklen Linien. Die dunkle Linie entlang der Wirbelsäule ist deutlich angelegt und von einer hellen Linie unterbrochen; die Haare der Mittellinie bilden keinen Kamm. Der Schwanz besitzt sieben bis neun helle Ringe, die von dunklen Ringen unterbrochen sind; die Schwanzspitze ist schwarz. Vorder- und Hinterbeine sind hellgrau mit dunklen Flecken; die Füße sind ungefleckt. Das Gesicht ist ebenfalls deutlich gezeichnet. Es zeigt eine gut ausgebildete, dunkle Maske und eine graue Linie im Bereich der Schnauze sowie weiße Flecken unterhalb und oberhalb der Augen.

## Verbreitung und Lebensraum

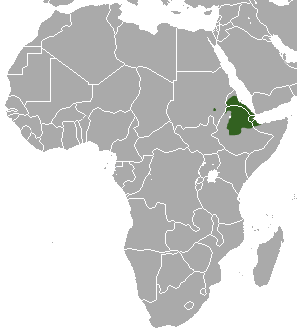
Verbreitungsgebiet der Äthiopischen Ginsterkatze

Das Verbreitungsgebiet der Äthiopischen Ginsterkatze ist auf Teile Äthiopiens und der angrenzenden Staaten beschränkt. Dabei kommt sie im Norden Somalias, in Eritrea, Dschibuti und dem Südosten des Sudan vor.
Die Lebensräume der Art sind sehr unterschiedlich. Sie kommt zum einen in den montanen Trockenwäldern vor, deren Vegetation von Erica arborea, Hypericum revolutum und Rosa abyssinica dominiert ist. Zudem lebt sie im montanen Sumpfland und Grasland sowie in den Steppen- und Halbwüstengebieten im Flachland. Die Höhenverbreitung reicht bis 3.750 Meter.

## Lebensweise
Die Äthiopische Ginsterkatze ist vornehmlich nachtaktiv, kann jedoch selten auch tagsüber beobachtet werden. Dabei wird davon ausgegangen, dass die Aktivität am Tag eine regionale Anpassung an die tagaktive Lebensweise einiger Nagetiere im Hochland ist. Sie lebt zudem wahrscheinlich vornehmlich als Einzelgänger.
Die Art ernährt sich wie alle Ginsterkatzen vor allem räuberisch von kleinen Wirbeltieren, vor allem Nagetieren. Ergänzt wird die Nahrung durch Insekten und Früchte. Bei Untersuchungen des Kots konnte festgestellt werden, dass der Anteil an Insekten und Früchten im Flachland höher als im Bergland ist.

## Systematik
Die Äthiopische Ginsterkatze wird als eigenständige Art den Ginsterkatzen (Gattung Genetta) zugeordnet, die nach aktuellem Stand aus 14 Arten besteht. Zeitweise wurde sie gemeinsam mit der Haussa-Ginsterkatze (Genetta thierryi) als eigene Gattung Pseudogenetta den anderen Ginsterkatzen gegenübergestellt.

## Bedrohung und Schutz
Die International Union for Conservation of Nature and Natural Resources (IUCN) stuft die Art als nicht gefährdet (Least concern) ein, obwohl über die Bestände nur wenige Informationen vorliegen. Sie begründet dies mit dem großen Verbreitungsgebiet und der weiten Streuung der Habitate, in denen die Art vorkommt. Potenzielle Rückgänge der Bestände werden nicht als bestandsgefährdend angesehen.
Die Hauptbedrohungen dieser Art sind unklar. Genannt wird der Lebensraumverlust durch Rückgänge der Akazienbestände und Dornwälder sowie der zunehmende Druck durch die Viehhaltung in Herden im Verbreitungsgebiet der Art.

## Belege
1. 1 2 3 4 5 6 7  P. Jennings, G. Veron: Family Viverridae (Civets, Genet and Oyans). In: Don E. Wilson, Russell A. Mittermeier (Hrsg.): Handbook of the Mammals of the World. Band 1: Carnivores. Lynx Edicions, 2009, ISBN 978-84-96553-49-1, S. 215.
2. 1 2 3  Genetta abyssinica in der Roten Liste gefährdeter Arten der IUCN 2011.2. Eingestellt von: P. Gaubert, M. Hoffmann, 2008. Abgerufen am 26. April 2012.
3. ↑  Don E. Wilson & DeeAnn M. Reeder (Hrsg.):  Genetta abyssinica (Memento vom 25. März 2016 im Internet Archive) in Mammal Species of the World. A Taxonomic and Geographic Reference (3rd ed).